# Guy Demel
Pour les articles homonymes, voir Demel.
Guy Roland Demel, né le 13 juin 1981 à Orsay (France), est un footballeur international ivoirien jouant au poste de défenseur, reconverti par la suite entraîneur de football.
Il est l'actuel sélectionneur adjoint de la Côte d'Ivoire.

## Biographie
Né en Île-de-France de parents ivoiriens, il grandit à la cité de Saint-Antoine, un quartier difficile au nord de Marseille. Il est le demi-frère de Yannick Sagbo et de Igor Late-Yedo qui furent également footballeurs.

### En club
Joueur polyvalent, il peut aussi bien évoluer milieu défensif que défenseur axial ou encore latéral droit.
Après avoir été recruté par Arsène Wenger à Arsenal, il choisit de s'engager avec le  Borussia Dortmund. Les difficultés économiques du club ne permettent pas au Borussia de le conserver à l'issue de son contrat.
Convoité par plusieurs clubs en Italie et en Allemagne, Demel s'engage avec le Hambourg SV dont il est titulaire indiscutable composant avec Daniel Van Buyten, Timothée Atouba et Khalid Boulahrouz la meilleure défense de la Bundesliga dans le trio de tête du championnat, seule équipe à avoir battu le Bayern Munich dans la première partie du championnat 2005-2006. En conflit avec Michael Oenning et ne rentrant plus dans la politique du club, axée sur les jeunes, il quitte les bords de l'Elbe pour retrouver l'Angleterre en paraphant un contrat de 2 ans en faveur de West Ham United, alors en Championship.
Malheureusement, il se blesse peu de temps après sa signature et n'est vraiment opérationnel qu'en avril 2012. Il peut ainsi participer aux matchs décisifs pour la remontée du club en Premier League. Cet objectif atteint, il devient un pilier des Hammers en première division anglaise, disputant 62 rencontres de championnat sur les saisons 2012-2013 et 2013-2014. Lors de la saison 2014-2015, il ne participe qu'à 8 matchs sous le maillot de West Ham et n'est pas prolongé au terme de celle-ci.
Un intérêt de Montpellier est évoqué durant le mercato estival, il apporte finalement son expérience au Dundee United FC qu'il rejoint le 23 novembre 2015 pour un contrat de 6 mois. Le club est alors dernier de la Scottish Premier League.

### En sélection nationale
Malgré plusieurs convocations en équipe de France espoirs, Demel choisit de rejoindre la sélection nationale ivoirienne avec laquelle il obtient pour la première fois la qualification pour la coupe du monde 2006 en éliminant le Cameroun et l'Égypte.
Il fait partie des 23 Ivoiriens pour la Coupe du monde 2010, et compte 35 sélections.

### Retraite sportive
Depuis 2020 il a intégré l’équipe de canal + Afrique en tant que consultant foot.

## Palmarès
- Hambourg SV
  - Demi-finaliste Europa League 2009-2010
  - Demi-finaliste Coupe UEFA 2008-2009
  - Vainqueur de la Coupe Intertoto en 2005 et 2007
- Borussia Dortmund
  - Vainqueur de la Bundesliga en 2002
  - Finaliste Coupe UEFA 2001-2002
- Côte d'Ivoire finaliste de la CAN 2006